# Angerona pallida
Angerona pallida là một loài bướm đêm trong họ Geometridae.